# Leichtathletik-Länderkampf der Männer 1956 Frankreich – BR Deutschland
| 8. Leichtathletik-Länderkampf mit bundesdeutscher Beteiligung 1956 | 8. Leichtathletik-Länderkampf mit bundesdeutscher Beteiligung 1956 |                     |
| ------------------------------------------------------------------ | ------------------------------------------------------------------ | ------------------- |
|                                                                    |                                                                    |                     |
| Ländervergleich der Männer: Frankreich – BR Deutschland            |                                                                    |                     |
| Austragungsort                                                     | Paris                                                              |                     |
| Wettbewerbe                                                        | 20                                                                 |                     |
| Datum                                                              | 1./2. September                                                    |                     |
| 1. FRG 2. FRA                                                      | 118 P 094 P                                                        |                     |
| Chronik                                                            |                                                                    |                     |
| ← FRG-SUI (M)                                                      | SUI-FRG Geher (M) →                                                | SUI-FRG Geher (M) → |

Den achten Vergleich des Leichtathletik-Länderkämpfe mit bundesdeutscher Beteiligung 1956 bestritten die Männer am 1./2. September gegen Frankreich. Gastgeber war die französische Hauptstadt Paris. Für die Männer war es das bereits sechzehnte Aufeinandertreffen mit diesem Gegner. Alle vorangegangenen Begegnungen hatte Deutschland für sich entschieden.

## Wettbewerbe und Modus
Auch dieser Länderkampf bot ein komplettes Programm und wurde an zwei Tagen durchgeführt. Aus dem olympischen Wettbewerbskatalog fehlten nur der Marathonlauf, die beiden Gehdisziplinen und der Zehnkampf. Gewertet wurde in den Einzeldisziplinen nach dem Standardsystem, in den Staffeln mit fünf zu zwei Punkten.

## Ergebnis
Die französischen Sportler gewannen mit dem 110-Meter-Hürdenlauf nur einen Laufwettbewerb, entschieden aber von den technischen Disziplinen den Hoch-, Stabhoch- und Dreisprung sowie den Diskus- und Hammerwurf für sich. In den verbleibenden vierzehn Disziplinen lag die Bundesrepublik Deutschland vorn. Die bundesdeutschen Leichtathleten erzielten fünf Doppelerfolge gegenüber zwei für Frankreich. Die Gesamtabrechnung ging so mit 118 zu 94 Punkten wieder klar an die Bundesrepublik.

## Resultate

### 100 m
| Platz | Athlet              | Land | Zeit (s) |
| ----- | ------------------- | ---- | -------- |
| 1     | Manfred Germar      | FRG  | 10,7     |
| 2     | Constantin Lissenko | FRA  | 10,9     |
| 3     | Lothar Knörzer      | FRG  | 11,0     |
| 4     | René Bonino         | FRA  | 11,1     |

Datum: 1. September

### 200 m
| Platz | Athlet           | Land | Zeit (s) |
| ----- | ---------------- | ---- | -------- |
| 1     | Manfred Germar   | FRG  | 21,5     |
| 2     | Abdoulaye Seye   | FRA  | 22,1     |
| 3     | Ewald Schröder   | FRG  | 22,4     |
| 4     | Jocelyn Delecour | FRA  | 22,7     |

Datum: 2. September

### 400 m
| Platz | Athlet                   | Land | Zeit (s) |
| ----- | ------------------------ | ---- | -------- |
| 1     | Karl-Friedrich Haas      | FRG  | 48,0     |
| 2     | Pierre Haarhoff          | FRA  | 48,5     |
| 3     | Walter Oberste           | FRG  | 48,8     |
| 4     | Jean-Paul Martin du Gard | FRA  | 49,0     |

Datum: 1. September

### 800 m
| Platz | Athlet          | Land | Zeit (min) |
| ----- | --------------- | ---- | ---------- |
| 1     | Friedel Stracke | FRG  | 1:52,3     |
| 2     | René Djian      | FRA  | 1:52,5     |
| 3     | Paul Schmidt    | FRG  | 1:52,7     |
| 4     | Francis Rivière | FRA  | 1:54,5     |

Datum: 2. September

### 1500 m
| Platz | Athlet         | Land | Zeit (min) |
| ----- | -------------- | ---- | ---------- |
| 1     | Günter Dohrow  | FRG  | 3:48,2     |
| 2     | Max Rentsch    | FRG  | 3:48,6     |
| 3     | Michel Bernard | FRA  | 3:49,2     |
| 4     | Michel Jazy    | FRA  | 3:52,4     |

Datum: 1. September

### 5000 m
| Platz | Athlet          | Land | Zeit (min) |
| ----- | --------------- | ---- | ---------- |
| 1     | Herbert Schade  | FRG  | 14:17,6    |
| 2     | Rolf Lamers     | FRG  | 14:35,4    |
| 3     | Maurice Chiclet | FRA  | 14:38,6    |
| 4     | Michel Blosson  | FRA  | 14:40,4    |

Datum: 1. September

### 10.000 m
| Platz | Athlet          | Land | Zeit (min) |
| ----- | --------------- | ---- | ---------- |
| 1     | Walter Konrad   | FRG  | 29:45,2    |
| 2     | Alain Mimoun    | FRA  | 29:46,0    |
| 3     | Ben Aïssa Bakir | FRA  | 30:40,0    |
| 4     | Xaver Höger     | FRG  | 30:42,2    |

Datum: 2. September

### 110 m Hürden
| Platz | Athlet              | Land | Zeit (s) |
| ----- | ------------------- | ---- | -------- |
| 1     | Edmond Roudnitska   | FRA  | 14,6     |
| 2     | Bert Steines        | FRG  | 14,7     |
| 3     | Jacques Dohen       | FRA  | 15,1     |
| 4     | Karl-Ernst Schottes | FRG  | 15,6     |

Datum: 1. September

### 400 m Hürden
| Platz | Athlet           | Land | Zeit (s) |
| ----- | ---------------- | ---- | -------- |
| 1     | Kurt Bonah       | FRG  | 53,3     |
| 2     | Wolfgang Fischer | FRG  | 53,8     |
| 3     | Raymond Basset   | FRA  | 54,2     |
| 4     | Jean Mange       | FRA  | 54,5     |

Datum: 2. September

### 3000 m Hindernis
| Platz | Athlet             | Land | Zeit (min) |
| ----- | ------------------ | ---- | ---------- |
| 1     | Heinz Laufer       | FRG  | 9:05,2     |
| 2     | Julien Soucours    | FRA  | 9:09,0     |
| 3     | Bel Khazem Chikane | FRA  | 9:19,8     |
| 4     | Helmut Thumm       | FRG  | 9:52,2     |

Datum: 2. September

### 4 × 100 m Staffel
| Platz | Besetzung      | Land                                                       | Zeit (s) |
| ----- | -------------- | ---------------------------------------------------------- | -------- |
| 1     | BR Deutschland | Lothar Knörzer Adolf Kluck Eduard Feneberg Manfred Germar  | 41,4     |
| 2     | Frankreich     | René Bonino Alain David Constantin Lissenko Abdoulaye Seye | 41,5     |

Datum: 1. September

### 4 × 400 m Staffel
| Platz | Besetzung      | Land                                                                        | Zeit (min) |
| ----- | -------------- | --------------------------------------------------------------------------- | ---------- |
| 1     | BR Deutschland | Manfred Poerschke Walter Oberste Karl Blümmel Karl-Friedrich Haas           | 3:10,9     |
| 2     | Frankreich     | Jacques Degats Jean-Pierre Goudeau Jean-Paul Martin du Gard Pierre Haarhoff | 3:12,4     |

Datum: 2. September

### Hochsprung
| Platz | Athlet           | Land | Höhe (m) |
| ----- | ---------------- | ---- | -------- |
| 1     | Maurice Fournier | FRA  | 1,97     |
| 2     | Papa Gallo Thiam | FRA  | 1,90     |
| 3     | Theo Püll        | FRG  | 1,85     |
| 4     | Jürgen Haßmann   | FRG  | 1,85     |

Datum: 1. September

### Stabhochsprung
| Platz | Athlet         | Land | Höhe (m) |
| ----- | -------------- | ---- | -------- |
| 1     | Victor Sillon  | FRA  | 4,15     |
| 2     | Roland Gras    | FRA  | 3,90     |
| 3     | Willi Reißmann | FRG  | 3,90     |
| 4     | Rudolf Zech    | FRG  | 3,80     |

Datum: 2. September

### Weitsprung
| Platz | Athlet           | Land | Weite (m) |
| ----- | ---------------- | ---- | --------- |
| 1     | Dietrich Richter | FRG  | 7,24      |
| 2     | Ronald Krüger    | FRG  | 7,05      |
| 3     | Bernard Amane    | FRA  | 6,93      |
| 4     | Mounir Hassaine  | FRA  | 6,59      |

Datum: 1. September

### Dreisprung
| Platz | Athlet            | Land | Weite (m) |
| ----- | ----------------- | ---- | --------- |
| 1     | Eric Battista     | FRA  | 15,35     |
| 2     | Hermann Höhnke    | FRG  | 15,05     |
| 3     | Serge Gaiddon     | FRA  | 14,44     |
| 4     | Hans-Jürgen Jenss | FRG  | 13,69     |

Datum: 2. September

### Kugelstoßen
| Platz | Athlet             | Land | Weite (m) |
| ----- | ------------------ | ---- | --------- |
| 1     | Karl-Heinz Wegmann | FRG  | 16,87     |
| 2     | Dietrich Urbach    | FRG  | 16,66     |
| 3     | Raymond Thomas     | FRA  | 15,99     |
| 4     | Jean-Pierre Lassau | FRA  | 15,55     |

Datum: 2. September

### Diskuswurf
| Platz | Athlet        | Land | Weite (m) |
| ----- | ------------- | ---- | --------- |
| 1     | Jean Darot    | FRA  | 46,00     |
| 2     | Jean Guesdon  | FRA  | 45,46     |
| 3     | Karl Oweger   | FRG  | 45,29     |
| 4     | Günther Noack | FRG  | 45,20     |

Datum: 1. September

### Hammerwurf
| Platz | Athlet         | Land | Weite (m) |
| ----- | -------------- | ---- | --------- |
| 1     | Guy Husson     | FRA  | 56,30     |
| 2     | Hugo Ziermann  | FRG  | 56,25     |
| 3     | Karl Storch    | FRG  | 54,49     |
| 4     | Pierre Legrain | FRA  | 52,79     |

Datum: 1. September

### Speerwurf
| Platz | Athlet          | Land | Weite (m) |
| ----- | --------------- | ---- | --------- |
| 1     | Heinrich Will   | FRG  | 79,41     |
| 2     | Michel Macquet  | FRA  | 77,90     |
| 3     | Alex Syrovatsky | FRA  | 70,31     |
| 4     | Gerhard Keller  | FRG  | 66,62     |

Datum: 2. September